# Oldrzychowice
Oldrzychowice (cz. Oldřichoviceⓘ, niem. Oldrzychowitz) – część miasta Trzyńca w kraju morawsko-śląskim, w powiecie Frydek-Mistek w Czechach. 
Jest to także gmina katastralna o nazwie Oldřichovice u Třince (Oldrzychowice koło Trzyńca) i powierzchni 1520,61 ha. Położona około 3,5 kilometra na południowy zachód od centrum miasta, nad potokiem Tyrką. Populacja w 2008 wynosiła 3182 osoby, zaś w 2010 odnotowano 923 adresów.
Na terenie Oldrzychowic znajduje się cmentarz komunalny.

## Nazwa
Miejscowość po raz pierwszy wzmiankowana została w łacińskim dokumencie Liber fundationis episcopatus Vratislaviensis (pol. Księga uposażeń biskupstwa wrocławskiego), spisanej za czasów biskupa Henryka z Wierzbna ok. 1305 w szeregu wsi zobowiązanych do płacenia dziesięciny biskupstwu we Wrocławiu, w postaci item in Ulrici villa. Następnie nazwa miejscowości pojawiała się w formach: Oldrzichowicze (1523), na gruntie Oldrzychowskem (1563), wes Oldrzychowicze (1577), Oldrzychowitz (1657), Oldrzichowitz (1722), Oldrzychowice (1736). Jest to nazwa patronimiczna, pochodząca od imienia Oldrzych // Ołdrzych (z niemieckiego Ulrich).

## Historia
Pierwszy zapis dotyczący wsi (z 1305 r.), w którym brak jest określenia liczby łanów, z których będzie płacony podatek wskazuje, że wieś była wówczas w początkowej fazie powstawania (na tzw. surowym korzeniu), co wiąże się z przeprowadzaną pod koniec XIII wieku na terytorium późniejszego Górnego Śląska wielką akcją osadniczą (tzw. łanowo-czynszową). Wieś politycznie znajdowała się wówczas w granicach utworzonego w 1290 piastowskiego (polskiego) księstwa cieszyńskiego, będącego od 1327 lennem Królestwa Czech.
Akt lokacyjny wsi nie zachował się. Nazwiska czy imiona pierwszych osadników nie są znane, jednak po imieniu założyciela (Ulryka) można sądzić, że przybyli oni z krainy niemieckiej. Pierwszy zachowany urbarz z 1577 r. wymienia już 21 mieszkańców o imionach nie niemieckich, gospodarujących na pełnych gruntach siedlaczych. W 1591 r. przywilej na wójtostwo otrzymał od księżnej Sydonii Katarzyny Marcin Pustówka, natomiast w 1621 r. wymieniany jest oldrzychowicki wójt o nazwisku Rusnak (lub Rusnok), co mogłoby wskazywać na przedstawiciela (lub potomka) przybyłej z Karpat Wschodnich wałaskiej fali osadniczej. Według urbarza z 1647 r. oldrzychowianie oprócz 172 sztuk bydła rogatego i ok. 440 owiec pasionych w rejonie wsi mieli także 1115 sztuk "bydła wałaskiego" (tj. owiec) na trzech szałasach w górach. Urbarz z 1692 r. wymienia już tylko 8 siedlaków z wójtem, ale również 18 zagrodników i 38 "nowych chałupników".
Od 1526 roku w wyniku objęcia tronu czeskiego przez Habsburgów Oldrzychowice wraz z regionem aż do 1918 roku leżały w monarchii Habsburgów (potocznie Austrii). Najstarsza pieczęć gminy pochodzi z 1702 r.
Według austriackiego spisu ludności z 1910 roku Oldrzychowice miały 2009 mieszkańców, z czego 2002 było zameldowanych na stałe, 1924 (96,1%) było polsko-, 57 (2,8%) niemiecko- i 21 (1,1%) czeskojęzycznych, 225 (11,2%) katolików, 1765 (87,8%) ewangelików oraz 19 (1%) wyznawców judaizmu.
Według obowiązującego od 1 stycznia 1980 r. podziału administracyjnego Oldrzychowice znajdują się w granicach miasta Trzyńca.
W 1957 roku uruchomiono kolej linową z Oldrzychowic na górę Jaworowy. Od 1979 roku w Oldrzychowicach działa Zespół taneczny Oldrzychowice.

### Osoby związane z Oldrzychowicami
- Henryk Jasiczek – polski dziennikarz, poeta, pisarz oraz działacz społeczno-narodowy z Zaolzia
- Jan Tacina – polski muzykolog, dyrygent i etnograf
- Józef Ostruszka – polski sędzia, prokurator i prezes Sądu Okręgowego w Białymstoku w latach 1932 do 1939.
- Jan Pyszko – polski i czechosłowacki lekarz, działacz harcerski, kandydat w wyborach na Prezydenta Polski w 2005 roku